# Bồ câu bi ai
Bồ câu bi ai (danh pháp hai phần: Zenaida macroura) hay còn gọi là bồ câu Carolina, là một loài chim thuộc họ Bồ câu (Columbidae). Bồ câu bi ai phân bố Bắc và Trung Mỹ. Đây là một trong những phong phú và phổ biến rộng rãi của tất cả các loài chim Bắc Mỹ. Đây cũng là loài chim bị săn bắn hàng đầu, với hơn 20 triệu con (có khi mỗi năm lên đến 70 triệu con) bị bắn hàng năm ở Mỹ cho mục đích săn thể thao và săn bắt làm thịt. Khả năng của nó để duy trì dân số của nó theo áp lực như vậy bắt nguồn từ khả năng mắn đẻ của loài bồ câu này: trong các khu vực ấm áp, một trong những cặp có thể sinh sản và nuôi dưỡng lên đến sáu lứa một năm.

## Phân loài
Bồ câu bi ai có 5 phân loài:

- Zenaida macroura carolinensis (Linnaeus, 1766)
- Zenaida macroura clarionensis (Townsend, C.H., 1890)
- Zenaida macroura macroura (Linnaeus, 1758)
- Zenaida macroura marginella (Woodhouse, 1852)
- Zenaida macroura turturilla Wetmore, 1956

## Hình ảnh

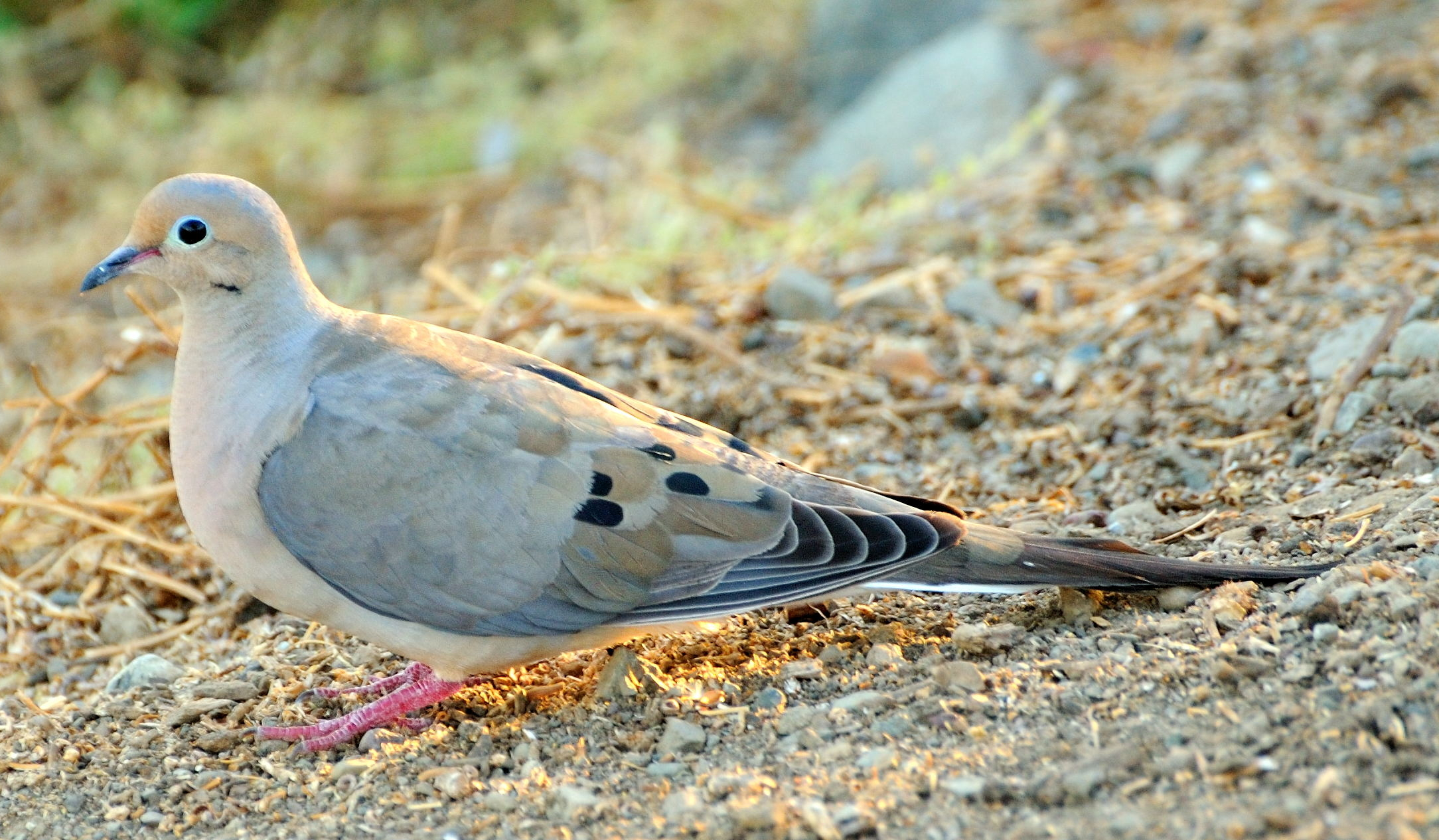
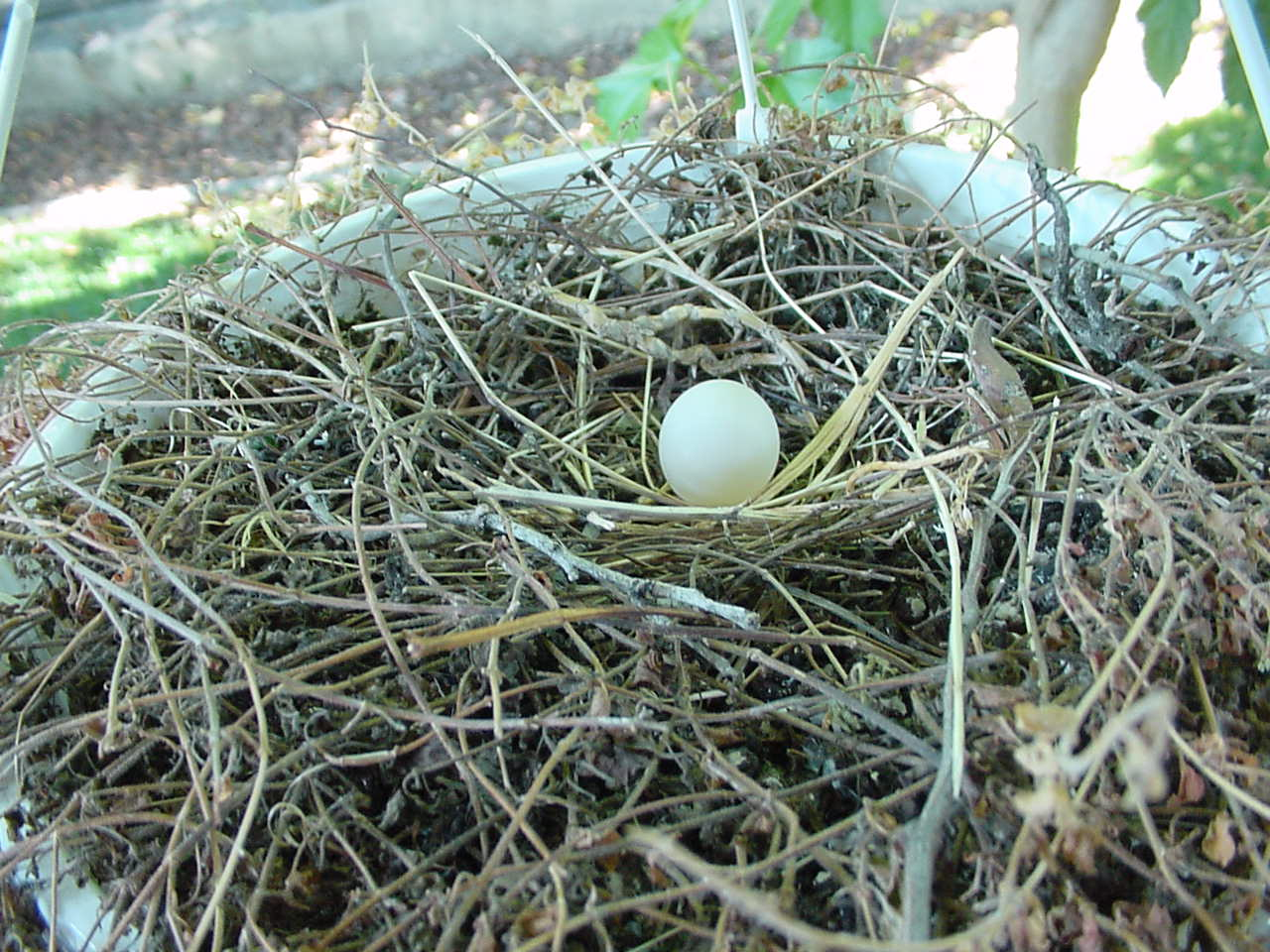
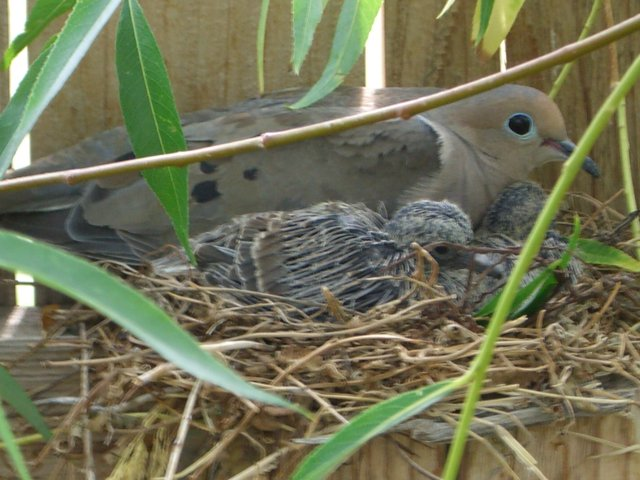
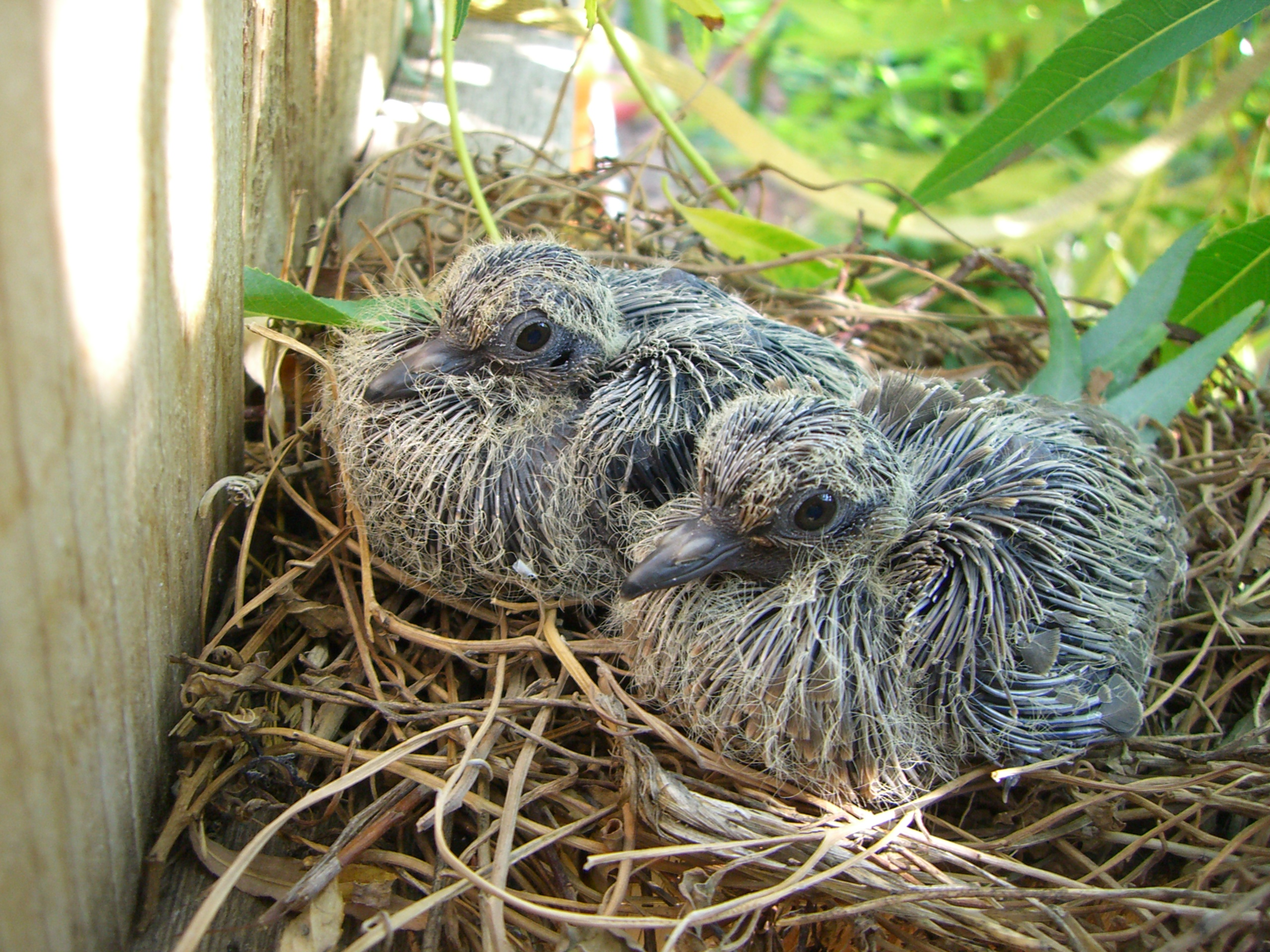
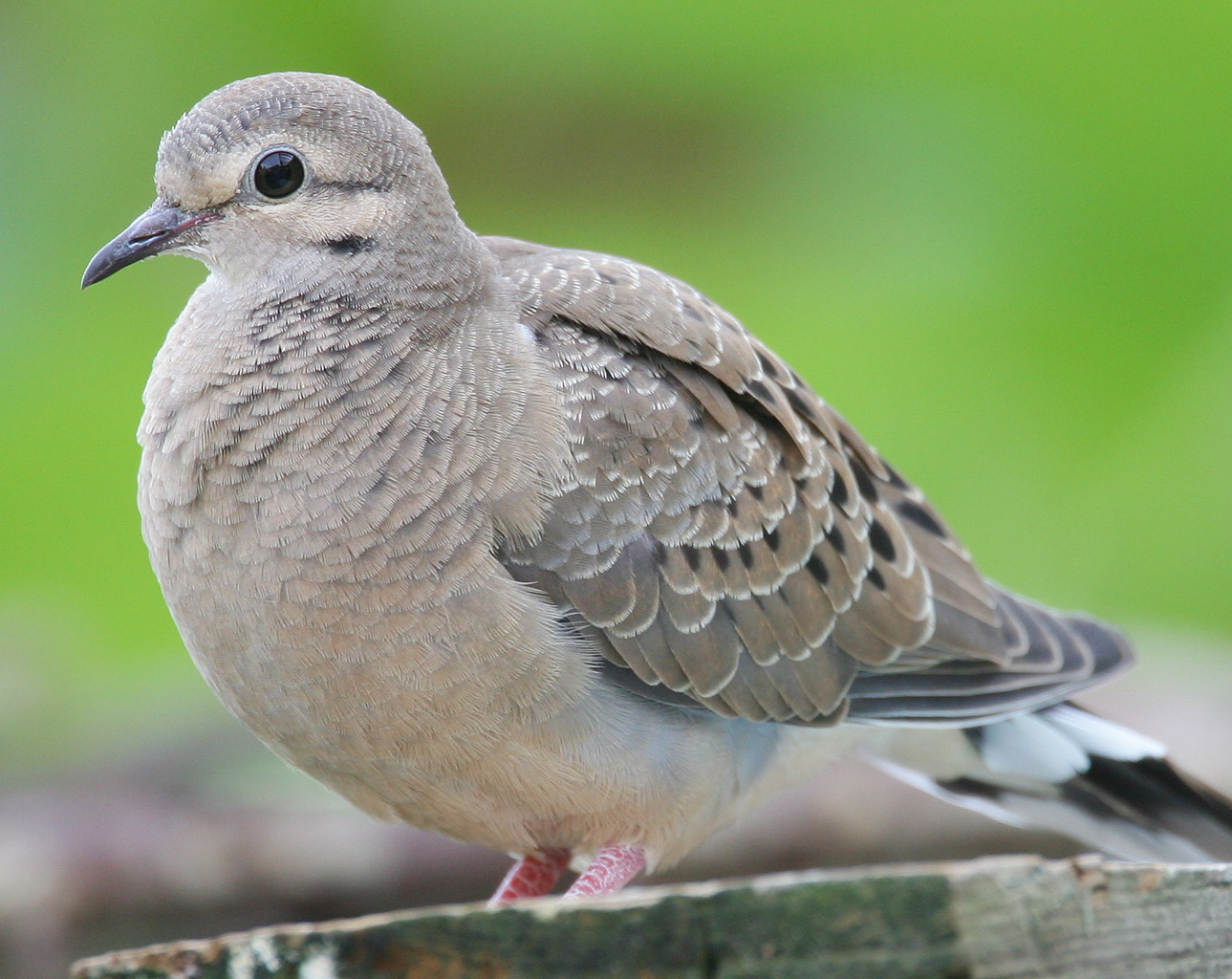
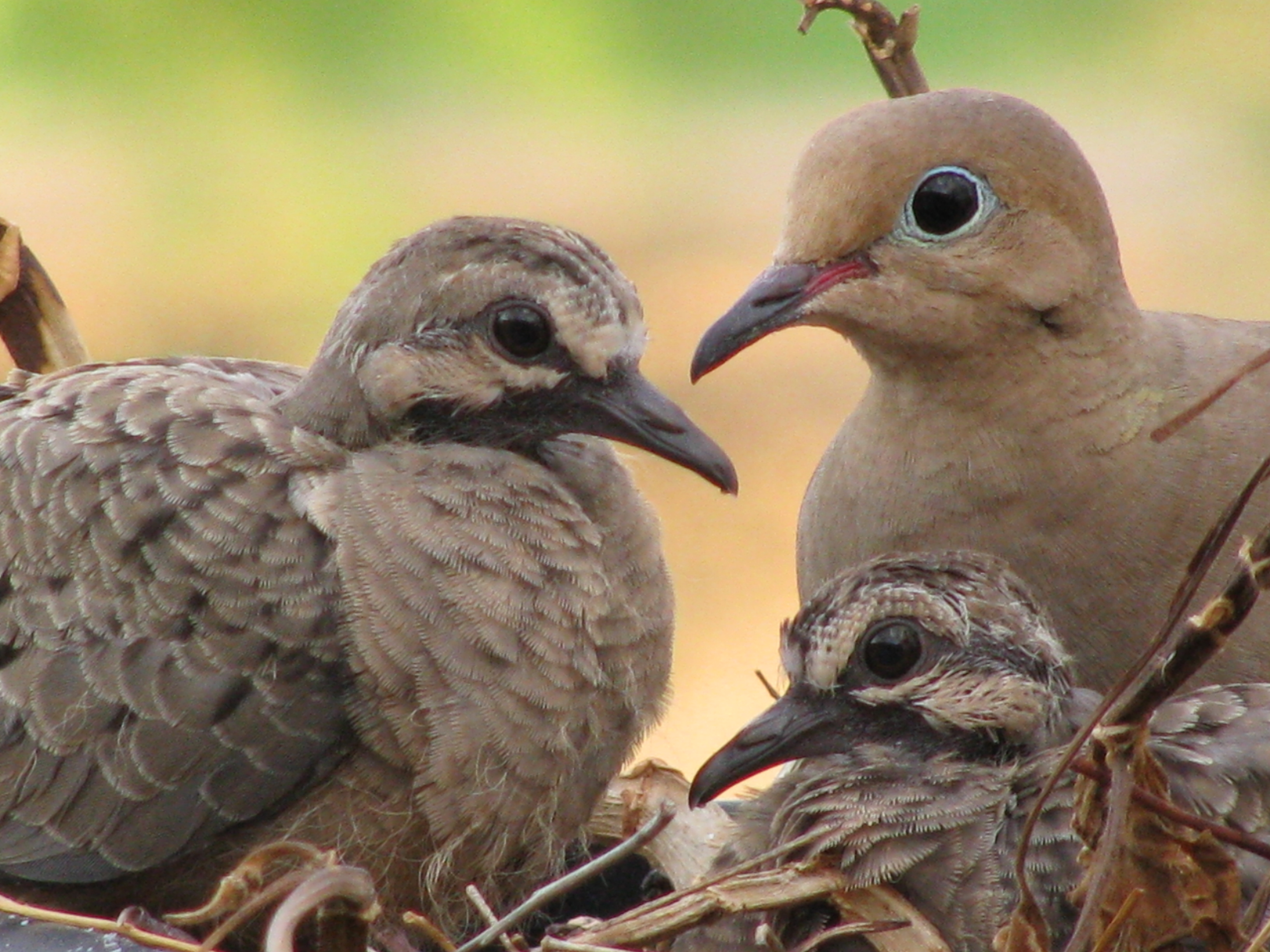
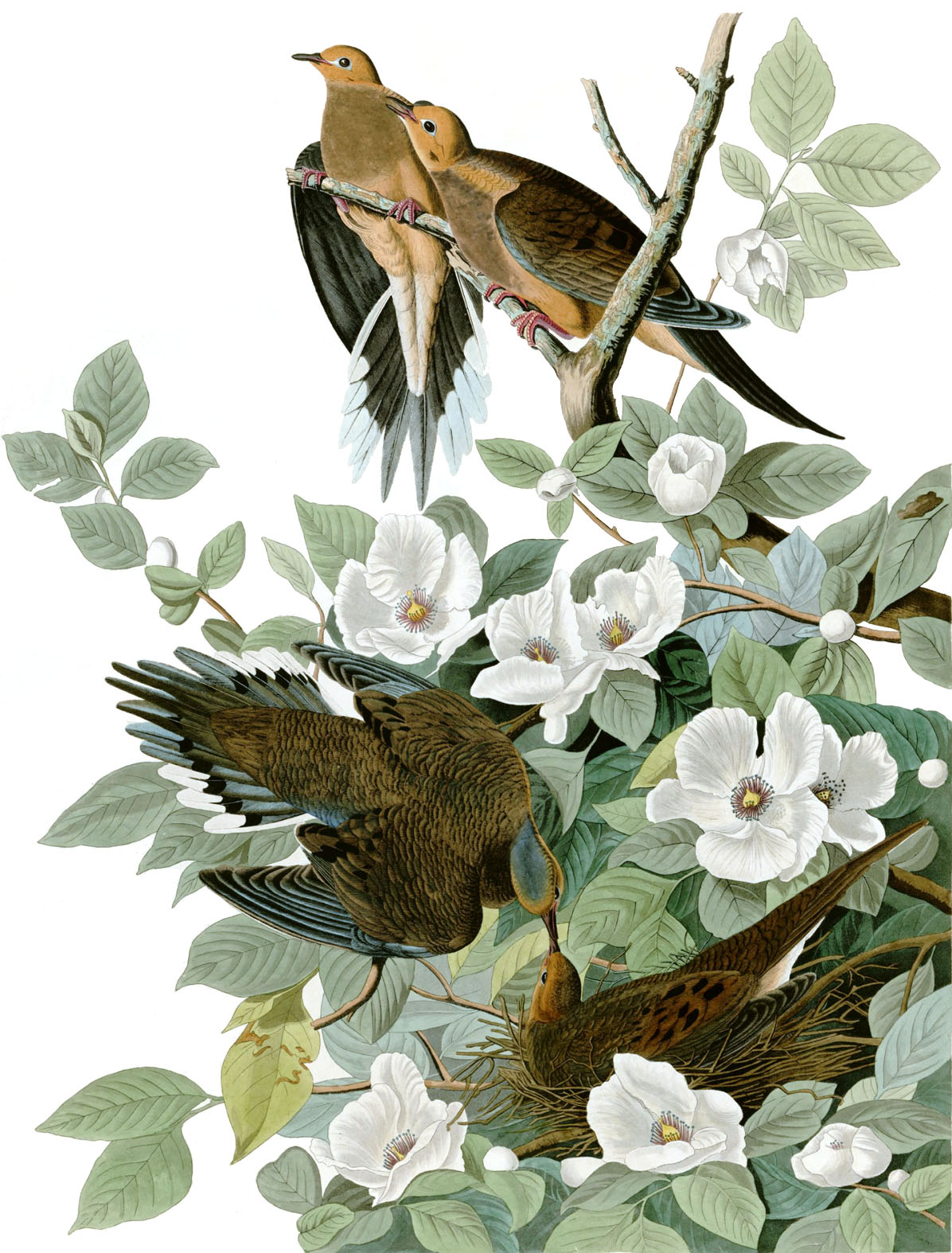
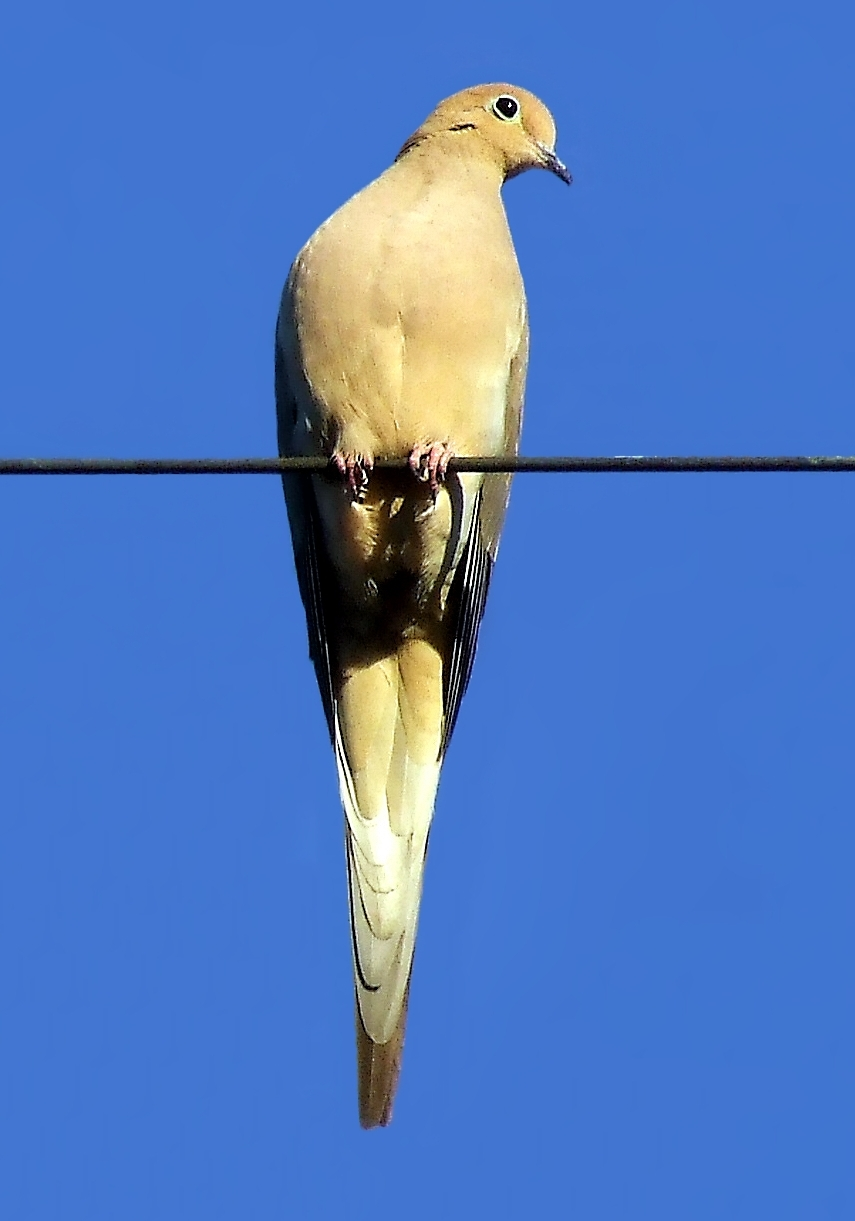